# Heinrich Bach (Kartograf)
Karl Philipp Heinrich Bach, auch Carl Philipp Heinrich Bach  (* 30. Juni 1812 in Großingersheim; † 15. Dezember 1870 in Stuttgart) war ein deutscher Offizier, Kartograf und Geologe sowie Typograf, Zeichner und Maler.

## Leben und Werk
Bach war der uneheliche Sohn von Jérôme Bonaparte und Ernestine Luise Pückler-Limburg (1784–1824), verheiratete Gräfin Löwenstein-Wertheim-Freudenberg (ihr Mann, der Graf Georg zu Löwenstein-Wertheim-Freudenberg (1775–1855) war Kammerherr und  Ordonnanzoffizier von Jérôme Bonaparte im Russlandfeldzug 1812 gewesen). Gleich nach der Geburt wurde Heinrich Bach von dem Notariatssekretär Bach in Großingersheim adoptiert. Die Herkunft wurde zu seiner Zeit nicht öffentlich bekannt.
Bach ging auf die Lateinschule in Markgröningen und Ulm und war ab 1827 als Kadett beim Guide Corps des Großen Quartiermeisterstabs der königlich-württembergischen Armee und wurde dann auf Wunsch des Landesherrn auf der Militärakademie in Ludwigsburg ausgebildet, zusammen mit seinen beiden Halbbrüdern, die Jérôme Bonaparte dort ausbilden ließ. Die Brüder freundeten sich dabei an und Heinrich Bach fand dadurch wieder Zugang zu der Familie von Jérôme Bonaparte (den er in Arenenberg traf) und zu anderen im Exil lebenden Bonapartes (der spätere Napoleon III. wuchs am Bodensee auf und Bach fuhr zu dessen Krönung nach Paris). 1833 trat er auf eigenen Wunsch aus dem Militär aus und wurde Ingenieurtopograph (Kartograph) beim königlich-württembergischen statistisch-topographischen Bureau in Stuttgart, wo er 1837 verbeamtet wurde. Er arbeitete am großen topographischen Atlas von Württemberg mit und begann sich auch für Geologie zu interessieren. Er veröffentlichte 1853 eine Abhandlung über geologische Karten, die die Anerkennung von Alexander von Humboldt fand und den Zusammenhang von Landschaftsform und geologischen Formationen aufzeigte, und pflegte zuerst 1855 geologische Formationen farblich gekennzeichnet in eine Karte ein, die Geognostische Übersichtskarte von Deutschland, der Schweiz und angrenzenden Landesteilen (1: 1 Million, 9 Blätter, Perthes). 1859 folgte eine Geologische Karte von Zentraleuropa (1 Blatt). Im selben Jahr begann die geologische Kartierung Württembergs, an der er als Kartograf teilnahm. Die Arbeiten daran dauerten bis 1883, beteiligt waren neben Bach Carl Ludwig Deffner, Oscar Fraas, Karl Eduard Paulus, Jacob Hildenbrand (1826–1904) und Friedrich August Quenstedt. Von den 55 Blättern 1:50.000 stammen vier von ihm, bei acht war er beteiligt.
In einer Abhandlung von 1869 stellte Bach die Ausbreitung der Gletscher in der Eiszeit in Oberschwaben dar, wobei er zwei Phasen unterschied. Damit war er einer der ersten, der mehrere Phasen unterschied. Darüber kam es nach dem Tod von Bach zu einem Streit: einige plädierten für eine Vereisung (Eugen Geinitz, Otto Martin Torell u. a.), andere dafür, dass es zwei oder mehr Phasen gab (Albrecht Penck, Amund Helland, Felix Wahnschaffe, in Süddeutschland Josef Probst). Bachs Gliederung entspricht der späteren Unterscheidung von Riß- und Würmeiszeit. Seine Karten zeigten nach Pfannenstiel genau den Verlauf der Endmoränen der Würmeiszeit und die Schotterablagerungen der Rißeiszeit.
1870 erschien seine Geographische Karte von Württemberg, Baden und Hohenzollern. Zuletzt war er mit geologischen Kartierungen in Oberschwaben befasst, als er unerwartet an einem Herzanfall starb.
1851 erhielt er die große goldene Zivilverdienstmedaille von Württemberg und die Medaille ben meriti von Hohenzollern-Sigmaringen und 1856 wurde er zum Hauptmann ernannt.
Bach verkehrte bereits als junger Mann am Königshof in Stuttgart und lernte dort die Hofdame Sabine Ludovika von Stetten aus altem süddeutschen Adel kennen, die er heiratete. Mit ihr hatte er Söhne, die das zeichnerische Talent ihres Vaters erbten und sich einer künstlerischen Tätigkeit widmeten: Max Bach (1841–1914) und Hermann Bach (1842– vor 1919). Ferdinand Sigismund Bach (1859–1939), der sich später Bac nannte, ging über Österreich nach Frankreich. Er war ein bekannter Illustrator, der auch für die Zeitschrift „Vie Parisienne“ zeichnete und für Bücher und romanhafte Biographien schrieb. Er veröffentlichte auch die Tagebücher seines Vaters.

## Sonstiges
Von den Verwandten Napoleons hatte besonders Lucien Bonaparte wissenschaftliche Neigungen (er erforschte die Etrusker und grub antike römische Kunst aus), und einige seiner Nachkommen wurden Naturforscher: sein Sohn Charles Lucien Jules Laurent Bonaparte und seine Enkel Roland Bonaparte und Louis Lucien Napoleon Wyse, der Sohn seiner Tochter Letizia mit Thomas Wyse, der die Landenge von Panama erforschte. Louis Lucien Bonaparte studierte erst Chemie, bevor er ein bekannter Linguist wurde.

## Schriften
- Theorie der Bergzeichnung in Verbindung mit der Geognosie. Mit besonderer Berücksichtigung und Angabe der geognostischen Verhältnisse des südwestlichen Deutschlands, Stuttgart: Schweizerbarth 1853. BSB digital
- Die Eiszeit. Ein Beitrag zur Kenntnis der geologischen Verhältnisse in Oberschwaben, In: Jahreshefte des Vereins für vaterländische Naturkunde in Württemberg. Band 25 (1869), S. 113–128 Archive.org (mehrfach nachgedruckt in anderen Zeitschriften wie „Isis“ in Dresden 1870 )